# Ripky (obwód czerkaski)
Ripky (ukr. Ріпки) – wieś na Ukrainie, w obwodzie czerkaskim, w rejonie łysianskim. W 2001 roku liczyła 591 mieszkańców.